# アミノ加水分解酵素

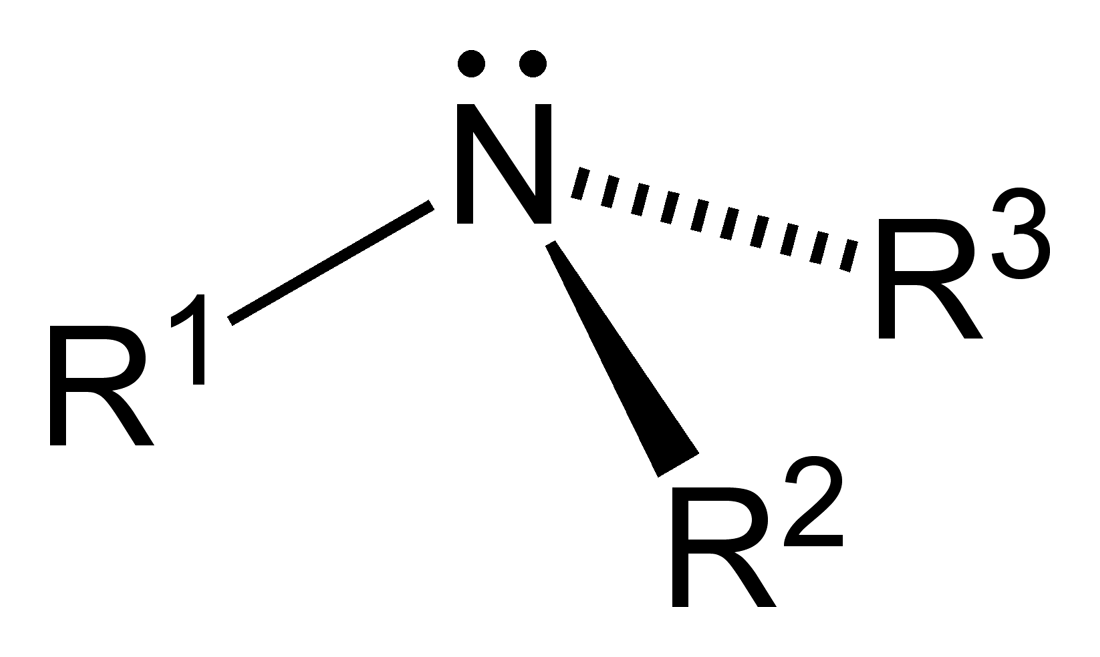
アミノ基（アミン）の一般構造。

アミノ加水分解酵素（アミノヒドロラーゼ、英: aminohydrolase）は、アミノ基を加水分解する酵素である。
EC番号のEC 3.5.4.に分類されている。
- GTPシクロヒドロラーゼ（GTP cyclohydrolase）
- グアニン脱アミノ化酵素（guanine deaminase）
- メテニルテトラヒドロ葉酸シクロヒドロラーゼ（methenyltetrahydrofolate cyclohydrolase）
- ヌクレオシド脱アミノ化酵素（nucleoside deaminase）
- ヌクレオチド脱アミノ化酵素（nucleotide deaminase）